# Курляндское рыцарство
Курляндское рыцарство является частью остзейско-немецкого благородного сословия, в которое также входят рыцари Эстляндии, Эзеля и Лифляндии. Курляндские рыцари начали утверждаться в XIII веке как правящий слой на территориях, управляемых Ливонским орденом, Курляндским епископством, позже сформировали администрацию Курляндского герцогства, Пилтенской области и Курляндской губернии Российской империи.

## История
В 1629—1634 годах в матрикулы Курляндского рыцарства было зачислено 119 рыцарей, а в 1819 к ним присоединились аристократы Пилтенской области. По данным 1839 г., в Курляндских рыцарских матрикулах значилось 154 аристократических рода.
19 марта 1795 года делегация Курляндского и Пилтенского рыцарства области прибыла в Санкт-Петербург на встречу с императрицей Екатериной II для переговоров о вхождении герцогства в состав Российской империи. 10 апреля она написала Фридриху Гримму: «Господа курляндцы прибыли сюда не для предложения каких-либо условий — они только просят уравнять их с другими областями империи, т.е. учреждения губернии. Я отвечала им, что это разумелось само собою, и тотчас будет приступлено к предварительным распоряжениям — к определению уездов, к разделению дел на четыре разряда, к постройке зданий для казначейства и судебных мест, к их внутреннему устройству. На все это требуется обыкновенно не менее года». 15 апреля 1795 года делегации Курляндского герцогства и Пилтенского округа во главе с Отто фон дер Ховеном, общим числом в 17 человек на придворных каретах прибыли в Зимний дворец и по особому церемониалу были введены в Тронный зал, где их ожидала Екатерина II. Фон дер Ховен приветствовал императрицу от имени курляндского рыцарства, после чего секретарь ландтага передал вице-канцлеру графу Ивану Остерману решения о присоединении Курляндии к Российской империи. В тот же день был подписан императорский Манифест «О присоединении на вечные времена к Российской империи княжеств Курляндского и Семигальского, также округа Пильтенского и о приглашении уполномоченных в Сенат для учинения присяги на верность подданства».
После присоединения к России остзейское дворянство без каких-либо ограничений получило права и привилегии русского. Потомки немецких рыцарей стали влиятельным слоем в российской элите. Так, при Николае I 19 из 134 членов Государственного совета являлись балтийскими немцами.
Рыцарство потеряло свою общественную и правовую функцию после образования Латвийской Республики в 1918 году, её утверждения в 1919 году и земельной реформы в 1920 году, которая лишила землевладельцев их собственности. Однако оно продолжало существовать в Латвии как общественная организация. В 1939 году почти все представители дворянских родов Курземе были вынуждены покинуть Латвию. В 1949 году вместе с представителями знатных семей Эстонии, Сааремаа и Видземе они образовали общественную организацию Verband der Baltischen Ritterschaften e. V.

### Дом Курляндского рыцарства
Дом Курляндского рыцарства в столице губернии Митау строился с 1803 по 1805 год на месте, где раньше располагалась Гильдия. Изначально это была одна из самых больших построек в городе — двухэтажная с высокой крышей, но довольно скоро, однако, она оказалась тесной, поэтому с 1837 по 1838 год здание было перестроено по проекту Августа Эмиля Юлиуса Штрауса (Strauss). Фасад украсили колонны коринфского ордера и классический извилистый орнамент. В 1841 году художник Иоганн Фридрих Вернерт (Wernert) расписал Рыцарский зал, столовую, лестничные площадки и другие места в стиле позднего ампира. На первом этаже Рыцарского дома располагалась канцелярия, на втором — представительские залы, в том числе Жёлтый салон. После окончания боёв за независимость Латвии дом был национализирован для Елгавской государственной гимназии.

## Дворянские роды, упомянутые в Руководстве по генеалогии Курляндского рыцарства
| - Арсеньевы - Ашеберги - Багге-аф-Боо - Бах - Балугьянские - Бер - Бёттихер - Бинеман фон Биненштам - Бистром - Бреверны - Брюггены - Будберг-Беннингаузен - Бухгольцы - Драхенфельс - Дершау - Эльсены - Энгельгардт - Фёлькерзам - Фиркс - Фрейтаг-фон-Лорингофен | - Функ - Гор - Грандидье - Ган - Гаарен - Хорнер - Гойнинген-Гюне - Хольтей - Ховен - Кейзерлинги - Клейст - Клюхтцнер - Кнабенау - Коморовские - Коскуль - Кутайсовы - Ландсберг - Лизандер - Майдели - Цеге-фон-Мантейфели | - Меершейд-Гиллессем - Мирбахи - Нольде - Нолькен - Оргис-Рутенберг - Пален - Пршездецкий - Раден - Рейбниц - Рекке - Ренненкампфы - Ропп - Шлиппенбах - Штакельберг - Васильчиков - Виттен - Засс - Зеефельд - Симолин |  |